# Manlio Di Rosa
Manlio Di Rosa, född 14 september 1914 i Livorno, död 15 mars 1989 i Livorno, var en italiensk fäktare.
Han blev olympisk guldmedaljör i florett vid sommarspelen 1936 i Berlin.